# Кецманович, Миомир
Миомир Кецманович (серб. Миомир Кецмановић; род. 31 августа 1999, Белград) — сербский теннисист. Победитель четырёх турниров ATP (из них два в одиночном разряде); финалист одного юниорского турнира Большого шлема в одиночном разряде (Открытый чемпионат США-2016).

## Общая информация
Миомир родился в семье врачей. Отец — Драгутин, мать — Майя.
Начал играть теннис в 6 лет. Любимое покрытие — хард, любимый турнир — Уимблдон. Кумирами в мире тенниса в детстве были Новак Джокович и Роджер Федерер.

## Спортивная карьера
Кецманович был пятым (резервным) игроком в сербской команде Кубка Дэвиса в четвертьфинальном матче против Великобритании в 2016 году.
В январе 2017 года Миомир выиграл свой первый одиночный турнир из серии ITF в Санрайзе, Флорида, США. В марте был приглашён для участия в квалификации к турниру серии Мастерс в Майами. Уступил Лукашу Лацко. Чуть позже он вновь был приглашён в квалификацию турнира ATP тура в Стамбуле, и вновь ему не хватило одной победы для выхода в основную сетку турнира.
В марте 2018 года он вновь выступил в квалификационной сетке турнира в Майами, где уступил Денису Истомину. На турнире в Хьюстоне он дебютировал в основном раунде турнира серии ATP тура, уступил в первом круге американцу Райану Харрисону. В конце 2018 года он победил на турнире челленджер в Шэньчжэне.
В январе 2019 года он одержал свою первую победу в ATP туре, победив Леонардо Майера на турнире в Брисбене. Принял участие в основной сетке своего первого Большого шлема, на открытом чемпионате Австралии по теннису, где в первом круге уступил 26-му сеянному Фернандо Вердаско.
В начале марта 2019 года, став удачным проигравшим в квалификации, сумел дойти до четвертьфинала турнира ATP в Индиан-Уэлсе. По ходу выступления переиграл Максимилиана Мартерера, соотечественника Ласло Дьере и японца Ёсихито Нисиоку.
На Открытом чемпионате США 2019 года дошёл до второго раунда, но проиграл Паоло Лоренци в пяти сетах. На Открытом чемпионате США 2019 в парном разряде вместе с Каспером Руудом дошли до третьего круга, но уступили паре Марах / Мельцер.
На Открытом чемпионате Австралии 2022 года впервые в карьере вышел в 4-й круг турнира Большого шлема, где уступил в трёх сетах Гаэлю Монфису.
16 января 2023 года поднялся на высшее в карьере 27-е место в рейтинге.
16 февраля 2025 года выиграл свой второй в карьере одиночный титул на турнирах ATP. В финале турнира серии ATP 250 на харде в Делрей-Бич Кецманович обыграл испанца Алехандро Давидовича Фокина со счётом 3-6, 6-1, 7-5. В третьем сете Кецманович уступал 2-5 и отыграл два матчбола на своей подаче. Через несколько часов выиграл и парный финал вместе с Брэндоном Накашимой, победив пару Эван Кинг / Кристиан Харрисон. Таким образом, за один день Кецманович выиграл столько же турниров ATP в одиночном и парном разрядах, сколько за всю карьеру до этого.

## Рейтинг на конец года
| Год  | Одиночный рейтинг | Парный рейтинг |
| 2024 | 54                |                |
| 2023 | 54                | 161            |
| 2022 | 29                | 187            |
| 2021 | 69                | 276            |
| 2020 | 44                | 250            |
| 2019 | 59                | 189            |
| 2018 | 131               | 344            |
| 2017 | 207               | 742            |
| 2016 | 798               | 996            |
| 2015 | 1350              | -              |

## Выступления на турнирах

### Финалы турнировATPв одиночном разряде (5)

#### Победы (2)
| Легенда                     |
| --------------------------- |
| Турниры Большого шлема (0)* |
| Итоговый турнир ATP (0)     |
| ATP Мастерс 1000 (0)        |
| АТР 500 (0)                 |
| АТР 250 (2+2)               |

| Титулы по покрытиям | Титулы по месту проведения матчей турнира |
| ------------------- | ----------------------------------------- |
| Хард (1+2)*         | Зал (0)                                   |
| Грунт (1)           | Зал (0)                                   |
| Трава (0)           | Открытый воздух (2+2)                     |
| Ковёр (0)           | Открытый воздух (2+2)                     |

* количество побед в одиночном разряде + количество побед в парном разряде.
| №  | Дата             | Турнир            | Покрытие | Соперник в финале          | Счёт        |
| 1. | 13 сентября 2020 | Кицбюэль, Австрия | Грунт    | Янник Ханфман              | 6-4 6-4     |
| 2. | 16 февраля 2025  | Делрей-Бич, США   | Хард     | Алехандро Давидович Фокина | 3-6 6-1 7-5 |

#### Поражения (3)
| №  | Дата            | Турнир              | Покрытие | Соперник в финале | Счёт              |
| 1. | 29 июня 2019    | Анталья, Турция     | Трава    | Лоренцо Сонего    | 7-6(5) 6-7(5) 1-6 |
| 2. | 19 февраля 2023 | Делрей-Бич, США     | Хард     | Тейлор Фриц       | 0-6 7-5 2-6       |
| 3. | 9 апреля 2023   | Кашкайш, Португалия | Грунт    | Каспер Рууд       | 2-6 6-7(3)        |

### Финалы турниров ATP в парном разряде (3)

#### Победы (2)
| №  | Дата            | Турнир                  | Покрытие | Партнёр          | Соперники в финале          | Счёт              |
| 1. | 6 августа 2022  | Кабо-Сан-Лукас, Мексика | Хард     | Уильям Блумберг  | Равен Класен Марсело Мело   | 6-0 6-1           |
| 2. | 16 февраля 2025 | Делрей-Бич, США         | Хард     | Брэндон Накашима | Эван Кинг Кристиан Харрисон | 7-6(3) 1-6 [10-3] |

#### Поражение (1)
| №  | Дата          | Турнир              | Покрытие | Партнёр      | Соперники в финале       | Счёт    |
| 1. | 9 апреля 2023 | Кашкайш, Португалия | Грунт    | Никола Чачич | Йоран Влиген Сандер Жийе | 3-6 4-6 |

## История выступлений на турнирах
По состоянию на 6 июля 2019 года
Для того, чтобы предотвратить неразбериху и удваивание счета, информация в этой таблице корректируется только по окончании турнира или по окончании участия там данного игрока.
| Турнир                       | 2018  | 2019  | Итог  | В/П за карьеру |
| ---------------------------- | ----- | ----- | ----- | -------------- |
| Турниры Большого Шлема       |       |       |       |                |
| Открытый чемпионат Австралии | K     | 1Р    | 0 / 1 | 0-1            |
| Открытый чемпионат Франции   | K     | 2Р    | 0 / 1 | 1-1            |
| Уимблдонский турнир          | K     | 2Р    | 0 / 1 | 1-1            |
| Открытый чемпионат США       | K     |       | 0 / 0 | 0-0            |
| Итог                         | 0 / 0 | 0 / 3 | 0 / 3 |                |
| В/П в сезоне                 | 0-0   | 2-3   |       | 2-3            |